# Neomochtherus grandicollis
Neomochtherus grandicollis là một loài ruồi trong họ Asilidae. Neomochtherus grandicollis được Becker miêu tả năm 1913. Loài này phân bố ở vùng Cổ Bắc giới.